# Cytharomorula springsteeni
Cytharomorula springsteeni là một loài ốc biển, là động vật thân mềm chân bụng sống ở biển thuộc họ Muricidae, họ ốc gai.